# 크레이그 길레스피
크레이그 길레스피(Craig Gillespie, 1967년 9월 1일 ~ )는 오스트레일리아의 영화 감독, 텔레비전 감독, 광고 감독이다.

## 작품 목록
- 미스터 우드콕 (2007)
- 내겐 너무 사랑스러운 그녀 (2007)
- 프라이트 나이트 (2011)
- 밀리언 달러 암 (2014)
- 파이니스트 아워 (2016)
- 아이, 토냐 (2017)
- 크루엘라 (2021)
- 팸 & 토미 (2022)
- 슈퍼걸: 우먼 오브 투모로우 (2026)